# Юзеф Лукашевич
Лукашевич Юзеф (пол. Józef Łukaszewicz, 30 листопада 1799 — 13 лютого 1873) — польський історик, бібліограф, дослідник історії народної освіти.

## З життєпису
Закінчив школу у Каліші. Вивчав історію і літературу у Ягеллонському університеті у Кракові. 1825 року вперше надрукував свої поезії у часописі «Weteran Poznański». З 1828 року працював бібліотекарем у Бібліотеці Рачинського у Познані.
Був видавцем багатьох історичних документів і матеріалів 17-18 століть. Автор кількох історичних праць, найважливіша з яких — «Історія шкіл в Королівстві та Великому князівстві Литовському з найдавніших часів і до року 1794» (т. 1-4, 1848-51). В ній багато місця приділяється історії освіти на українських землях.